# Herbert Hall Turner
Herbert Hall Turner (ur. 13 sierpnia 1861 w Leeds, zm. 20 sierpnia 1930 w Sztokholmie) – brytyjski astronom i sejsmolog.

## Życiorys
Studiował w Trinity College na Uniwersytecie Cambridge , po studiach zatrudnił się jako asystent w Królewskim Obserwatorium Astronomicznym w Greenwich. Pracował tam od 1884 do 1893 roku. W 1893 roku objął stanowisko profesora astronomii (Savilian Professor of Astronomy) na Oxford University. Kierował też oksfordzkim obserwatorium uniwersyteckim.
Brał udział w projekcie opracowania astrograficznej mapy nieba. Rozwinął metody pozyskiwania danych położenia gwiazd z zapisów na płytach fotograficznych. Prowadził obserwacje gwiazd zmiennych, brał udział w siedmiu ekspedycjach zorganizowanych w celu obserwacji zaćmień Słońca.
Wprowadził termin parsek jako miarę odległości w astronomii.
Zajmował się również sejsmologią. W 1922 roku odkrył występowanie głębokich trzęsień ziemi, o ogniskach znajdujących się poniżej 300 km pod powierzchnią.
W 1927 roku otrzymał Bruce Medal. Jego imieniem nazwano krater Turner na Księżycu oraz planetoidę (1186) Turnera.